# Beli Potok pri Lembergu
Beli Potok pri Lembergu je naselje v Občini Šmarje pri Jelšah.